# Grjasew-Schipunow GSch-301
Die Grjasew-Schipunow GSch-301 ist eine 30-mm-Maschinenkanone von KBP. Sie entstand zu Beginn der 1980er-Jahre in der Sowjetunion und findet als Bordwaffe in Kampfflugzeugen nunmehr russischer Produktion Anwendung.

## Funktionsweise
Die GSch-301 ist eine einläufige Maschinenkanone, die als Rückstoßlader funktioniert. Auf rotierende Laufbündel nach dem Gatling-Prinzip oder der Bauweise einer Revolverkanone wurde verzichtet, um das Gewicht der Waffe niedrig zu halten. Um vorzeitigem Verschleiß des Laufes vorzubeugen, ist die Feuerrate regelbar und kann bis auf 1500 Schuss pro Minute reduziert werden. Trotzdem ist die Lebensdauer des Laufes auf 2000 Schuss beschränkt.

## Zielsteuerung
Die Steuerung der Kanone übernimmt der Bordrechner des Flugzeuges. Dabei wird ein Laser-Entfernungsmesser mit einem Infrarot-Zielverfolgungssystem gekoppelt. Sollte die Feuerleitrechnung zu günstigen Parametern für das Treffen des anvisierten Zieles gekommen sein, wird die Waffe durch elektrische Fernsteuerung abgefeuert.

## Einsatz
Die Maschinenkanone GSch-301 gehört zur Bewaffnung folgender Kampfflugzeuge (Beispiele):
- Iljuschin Il-102
- Jakowlew Jak-141
- Mikojan-Gurewitsch MiG-29
- Suchoi Su-27
- Suchoi Su-30
- Suchoi Su-33
- Suchoi Su-34
- Suchoi Su-35
- Suchoi Su-47
- Suchoi Su-57
- Shenyang J-11
- Shenyang J-15
- Shenyang J-16